# Chiesa dei Santi Pietro e Paolo (Genova)
La chiesa dei Santi Pietro e Paolo è un edificio religioso nei pressi della stazione di Genova Brignole, in salita delle Fieschine, e la sua comunità parrocchiale fa parte del vicariato di Carignano-Foce dell'arcidiocesi di Genova.

## Storia e descrizione
Voluto principalmente dal cardinale Placido Maria Tadini, assieme ad altre personalità del clero genovese, il convitto fu istituito nel 1841 e ufficialmente inaugurato il 15 aprile del 1842 nella sede provvisoria sulle alture del quartiere di Granarolo. Trasferito nel 1843 presso le mura di Santa Chiara e ancora, nel 1848, in una casa presso Brignole, il primo edificio della chiesa prese corpo dal 1872 sulla collina di Montesano.
Fu il progetto dell'ingegnere Giovanni Novella, nel 1874, a dare forma all'odierna chiesa; quest'ultima si presenta rotonda a forma di piccolo tempio e con soprastante cupola. Il 21 giugno dello stesso anno venne consacrata dall'arcivescovo genovese Salvatore Magnasco. Eretta in vicaria autonoma con il decreto arcivescovile del 21 gennaio 1961, fu elevata al titolo di parrocchiale dal 16 novembre 1968.
Al suo interno sono conservate opere dei pittori Dino Beroggio e Nicola Fava (I quattro evangelisti nei peducci della cupola) e il gruppo ligneo dello scultore rapallese Antonio Canepa raffigurante Nostra Signora della Guardia.
Sono presenti inoltre due tele ad olio rappresentanti la Sacra Famiglia e la Pietà del pittore genovese Francesco Romanello.